# Arashi

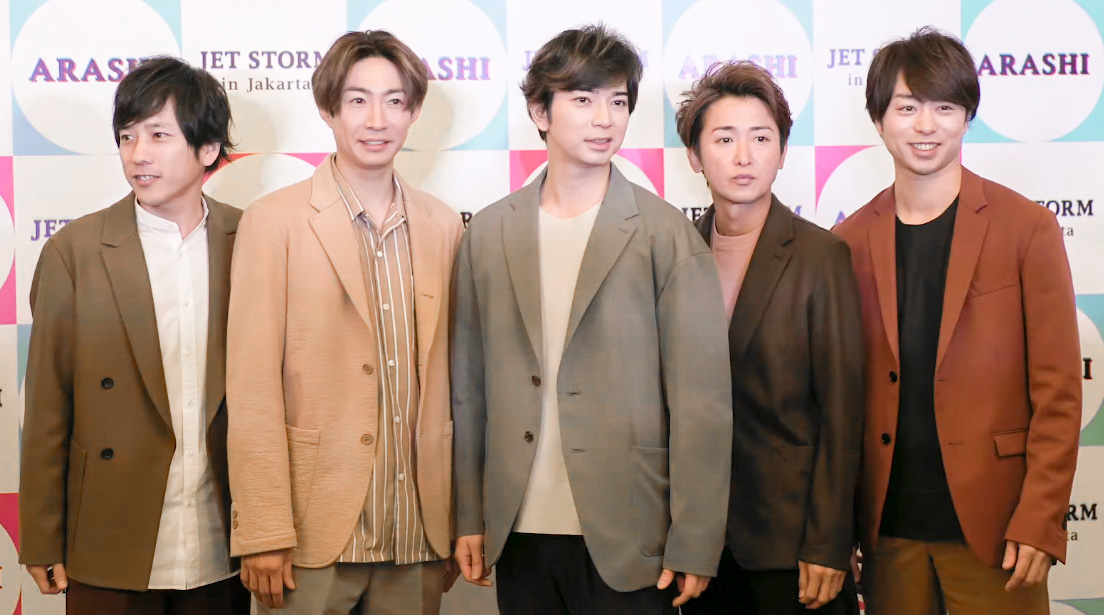
2019

Arashi är en japansk musikgrupp bestående av de fem medlemmarna Sho Sakurai, Masaki Aiba, Kazunari Ninomiya, Jun Matsumoto och Satoshi Ohno, och är under ledningen av Johnny & Associates. De debuterade september 1999 i Honolulu, Hawaii.
De var år 2013 den bäst säljande musikgruppen i Japan.[källa behövs]

## Diskografi

### Låtar
- One Love (2009)